# Ірина Коткіна
Ірина Коткіна (нар. 19 вересня 1986) — колишня російська тенісистка.
Найвищу одиночну позицію світового рейтингу — 400 місце досягла 20 лютого 2006, парну — 319 місце — 14 листопада 2005 року.
Здобула 4 парні титули туру ITF.

## Фінали ITF

### Одиночний розряд (0–4)
| турніри $50,000 |
| турніри $10,000 |

| Результат | Ранг | Дата           | Турнір                    | Покриття   | Суперниця            | Рахунок       |
| --------- | ---- | -------------- | ------------------------- | ---------- | -------------------- | ------------- |
| Поразка   | 1.   | 17 лютого 2002 | ITF Каунас, Литва         | Тверде (i) | Катріна Бандере      | 6–2, 5–7, 4–6 |
| Поразка   | 2.   | 15 лютого 2004 | ITF Албуфейра, Португалія | Тверде     | Моніка Нікулеску     | 1–6, 6–3, 0–6 |
| Поразка   | 3.   | 15 серпня 2004 | ITF Албуфейра, Португалія | Тверде     | Ана Катаріна Ногейра | 5–7, 0–6      |
| Поразка   | 4.   | 22 серпня 2004 | ITF Коїмбра, Португалія   | Тверде     | Акгуль Аманмурадова  | 2–6, 3–6      |

### Парний розряд (4–5)
| Результат | Ранг | Дата            | Турнір                   | Покриття   | Партнерка                  | Суперниці                       | Рахунок          |
| --------- | ---- | --------------- | ------------------------ | ---------- | -------------------------- | ------------------------------- | ---------------- |
| Перемога  | 1.   | 17 лютого 2002  | ITF Каунас, Литва        | Тверде (i) | Дарія Чемарда              | Маргіт Рюйтель Ілона Полякова   | 6–0, 6–3         |
| Перемога  | 2.   | 8 липня 2002    | ITF Стамбул, Туреччина   | Ґрунт      | Анна Чакветадзе            | Даніела Берчек Ана Четник       | 7–5, 6–4         |
| Поразка   | 1.   | 23 червня 2003  | ITF Електросталь, Росія  | Тверде     | Дарія Чемарда              | Ірина Бремон Ольга Савчук       | 3–6, 6–1, 3–6    |
| Поразка   | 2.   | 5 липня 2003    | ITF Балашиха, Росія      | Ґрунт      | Ірина Бремон               | Дарія Чемарда Олена Весніна     | 5–7, 4–6         |
| Поразка   | 3.   | 3 серпня 2003   | ITF Стамбул, Туреччина   | Тверде     | Ольга Панова               | Юлія Ач Жужанна Фодор           | 7–6(5), 3–6, 4–6 |
| Перемога  | 3.   | 22 серпня 2004  | ITF Коїмбра, Португалія  | Тверде     | Акгуль Аманмурадова        | Зара Раб Сандра Волк            | 2–6, 6–1, 6–1    |
| Поразка   | 4.   | 21 вересня 2004 | ITF Батумі, Грузія       | Тверде     | Анна Бастрікова            | Альона Бондаренко Галина Фокіна | 2–6, 2–6         |
| Поразка   | 5.   | 7 березня 2005  | ITF Лас-Пальмас, Іспанія | Ґрунт      | Шарлен Ваннест             | Роміна Опранді Ванесса Веллауер | 5–7, 2–6         |
| Перемога  | 4.   | 17 вересня 2005 | ITF Тбілісі, Грузія      | Ґрунт      | Панова Ольга Олександрівна | Василіса Давидова Пемра Озген   | 6–2, 3–6, 6–4    |